# Massimo Castellina
Massimo Castellina (Asti, 8 giugno 1970 – Asti, 18 maggio 2014) è stato un fisarmonicista e cantante italiano, prima fisarmonica nell'Orchestra Castellina fino alla sua scomparsa.

## Biografia
Inizia la sua formazione musicale nel 1984 sotto la guida del contrabbassista Marco Gallesi. Giovanissimo partecipa e vince il Trofeo Mondiale Fisarmonicisti "Riviera del Conero" nel 1994 e l'attestato al merito al Concorso internazionale fisarmonica "Città di Castelfidardo", si classifica primo a Parigi al Concorso "Radio France" per fisarmonicisti e vince il Premio Castellina a Faenza.
Massimo Castellina inizia a 19 anni ad incidere i suoi album con la casa discografica Italian Style ed è stato uno dei pochi allievi del maestro Roberto Giraldi (soprannominato Castellina), proprio da lui impara lo stile musicale attualmente denominato "con il cuore". Nel 1995 fonda le Edizioni Musicali Discocapital tuttora attive. Alla morte di Roberto Giraldi, nel marzo 2000, il maestro lascia a Massimo la sua fisarmonica prediletta, uno stupendo strumento bianco dai bottoni neri. Ha fatto parte del team di artisti della ditta di fisarmoniche Mengascini di Castelfidardo.
Dopo un ulteriore periodo di perfezionamento e di studi, il giovane diviene prima fisarmonica nell'orchestra.
Lo studio del bandoneón cromatico prosegue e dedica alcuni spettacoli teatrali ad Astor Piazzolla, composti da monologhi ed atmosfere cupe con la colonna sonora eseguita con il suono del bandoneón nel tema principale creando un effetto sonoro surreale ed utilizzando i principi della dodecafonia di Arnold Schönberg. Un utilizzo più commerciale del bandoneón si ha nella compilation di Massimo dedicata a questo strumento dove con arrangiamenti jazz, blues, world music propone melodie del passato (da C'era una volta il west di Ennio Morricone a Summertime di George Gershwin).
Nel 2008 debutta come cantante con il singolo Cerca nei miei occhi e con molte cover di Gianni Morandi.
Nel 2009 prosegue l'attività orchestrale aggiungendo nell'organico Angelo Agrò, colui che nel 1982 sostituì Giovanni Pasi dopo la morte, crea una trasmissione televisiva dal nome Castellinamania e lancia la fisarmonica nel folklore mondiale degli stores digitali.
Muore il 18 maggio 2014 all'età di 43 anni in seguito ad una grave forma di pancreatite acuta.

## Discografia
- Capogiro (1990) Discocapital under license of Italian Style
- Festa in Spagna (1991) Discocapital under license of Italian Style
- Incantesimo (1992) Discocapital under license of Italian Style
- Luci di città (1995)
- 24 grandi successi (1999)
- L'organetto della strada - Fonola(2003)
- Disco d'oro - Fonola (2004)
- Luce degli occhi miei - Fonola (2005)
- Il bandoneon Vol.1 (2007)
- Massimo Castellina vol.20 Castellinamania (2009)
- La luna sul mare - Fonola (2012)
- Greatest Hits Vol.1 / 2 / 3 / 4 (2012)
- Tango amore mio (2012)
- Che bella giornata (2012)
- Bandoneon Hits Vol.1 / 2 / 3 / 4 (2012)
- Summer Compilation (2012)
- Il ritmo dell'amore (25th Anniversary Edition) (2012)
- Il carnevale di Venezia (2012)
- Bandoneon serenata (2012)
- Le origini di Massimo Castellina (2012)
- La luna sul mare (2012)
- 25 tanghi (2012)
- Ancora tango amore mio (2012)
- Castellina style (2012)
- Promessa (2012)
- Lambada compilation (2012)
- Non c'è problema (2012)
- Sofferenza zero (2012)
- La Spagnola (2012)
- Testa e cuore (2012)
- Rincorrendo Gianni Morandi (2012)
- Il suo bandoneon (2012)
- Tradizioni (2012)
- La fisarmonica di Massimo Castellina Vol.1 / 2 / 3 / 4 / 5 (2012)
- L'inconfondibile fisarmonica di Massimo Castellina (2012)
- 25 anni di successi (2012)
- Lambada del sol (2012)
- Reginetta del paese (2012)
- Erbitter & Dominò (2012)
- Bertinoro (2012)
- Accordion dreams (2012)
- La locomotiva (2012)
- Canaro en Paris (2012)
- No lagrimar (2012)
- La storia mia con te (2012)
- Vinyl Collection Vol.1 / 2 / 3 / 4 / 5 (2012)
- L'intramontabile liscio di Massimo Castellina (2012)
- C'era un ragazzo che come me amava i Beatles e i Rolling Stones (2012)
- Il mio amico (2012)
- Arancione (2012) Discocapital under license of Italian Style
- Christmas Collection 2012 (2012)
- Ma che fisa (2012)
- Il duro del west (2013)
- Bandoneon hits Vol.5 (2013)
- Valentine's day compilation (2013)
- Lupin (2013)
- Old Collection Vol.1 (2013)